# Coralliotrocha natans
Coralliotrocha natans är en ringmaskart som beskrevs av Westheide och Von Nordheim 1985. Coralliotrocha natans ingår i släktet Coralliotrocha och familjen Dorvilleidae. Inga underarter finns listade i Catalogue of Life.